# Santiago Simón
Santiago Simón (Buenos Aires, 13 giugno 2002) è un calciatore argentino, difensore, centrocampista o attaccante del Toluca.

## Caratteristiche tecniche
Rapido e potente, può giocare da terzino, esterno di centrocampo o ala sulla fascia destra.

## Carriera

### Club
Cresciuto nel settore giovanile del River Plate, debutta in prima squadra il 21 novembre 2020 in occasione dell'incontro di Copa Diego Armando Maradona vinto 2-0 contro il Banfield.

### Nazionale
Nel 2019 ha giocato 5 partite con la maglia della nazionale argentina Under-17.

## Statistiche

### Presenze e reti nei club
Statistiche aggiornate al 23 aprile 2025.
| Stagione        | Squadra         | Campionato      | Campionato | Campionato | Coppe nazionali | Coppe nazionali | Coppe nazionali | Coppe continentali | Coppe continentali | Coppe continentali | Altre coppe | Altre coppe | Altre coppe | Totale | Totale |
| Stagione        | Squadra         | Comp            | Pres       | Reti       | Comp            | Pres            | Reti            | Comp               | Pres               | Reti               | Comp        | Pres        | Reti        | Pres   | Reti   |
| --------------- | --------------- | --------------- | ---------- | ---------- | --------------- | --------------- | --------------- | ------------------ | ------------------ | ------------------ | ----------- | ----------- | ----------- | ------ | ------ |
| 2020            | River Plate     | PD              | 0          | 0          | CA+CdL          | 1+2             | 0               | CL                 | 0                  | 0                  |             | -           | -           | 3      | 0      |
| 2021            | River Plate     | PD              | 16         | 0          | CdL             | 2               | 0               | CL                 | 3                  | 0                  | SA+TdC      | 0+1         | 0           | 22     | 0      |
| 2022            | River Plate     | PD              | 17         | 0          | CA+CdL          | 2+14            | 0+2             | CL                 | 6                  | 1                  | -           | -           | -           | 39     | 3      |
| 2023            | River Plate     | PD              | 10         | 0          | CA+CdL          | 1+11            | 0               | CL                 | 3                  | 0                  | TdC         | 1           | 2           | 26     | 2      |
| 2024            | River Plate     | PD              | 24         | 0          | CA+CdL          | 1+5             | 0               | CL                 | 9                  | 1                  | SA          | 1           | 0           | 40     | 1      |
| gen.-ago. 2025  | River Plate     | PD              | 11         | 0          | CA              | 1               | 0               | CL                 | 3                  | 0                  | SI+CmC      | 1+0         | 0           | 16     | 0      |
| Totale carriera | Totale carriera | Totale carriera | 78         | 0          |                 | 40              | 2               |                    | 24                 | 2                  |             | 4           | 2           | 146    | 6      |

## Palmarès

### Club

#### Competizioni nazionali
- Campionato argentino: 2

River Plate: 2021,2023
- Trofeo de Campeones de la Liga Profesional: 2

River Plate: 2021, 2023
- Supercopa Argentina: 1

River Plate: 2023